# Vásárosbéc
Vásárosbéc (nje. Wetz) je selo u južnoj Mađarskoj.
Zauzima površinu od 24,64 km četvorna.

## Zemljopisni položaj
Nalazi se na 46° 11' sjeverne zemljopisne širine i 17° 44' istočne zemljopisne dužine. 1,5 km jugoistočno je Luka, a 2,5 km jugoistočno je Rašađ. Somogyhatvan je 6 km južno, jugozapadno su 6,5 km udaljeni Patosfa i Lad, Višnja je 3 km zapadno. Istočno i sjeverno od sela se nalazi zaštićeni krajolik Želic.

## Upravna organizacija
Upravno pripada Sigetskoj mikroregiji u Baranjskoj županiji. Poštanski broj je 7926.

## Povijest
U vrijeme Arpadovića, ovo je područje bilo kraljevskim lovištem.
Spominje se u diplomama u razdoblju od 1332. do 1237. Spominje se i u posjedima u 15. stoljeću. 
U vrijeme turske vlasti nije opustjelo, no ipak je izgubilo veliki broj stanovnika. 
U povijesti su ove obitelji bile vlasnici ovog naselja: među ostalim, Rupoli, Athini, Balogh, Pajty, Batthyány, Biedermann, Mautner, Veisz i Sövény.
Nijemci su u ove krajeve doseljeni krajem 18. stoljeća, no nakon drugog svjetskog rata su ih komunističke vlasti preselile.
Prema popisu stanovnika u Mađarskoj 1910. u selu je živjelo 1065 stanovnika, od čega 911 Mađara, 143 Nijemca. 627 su bili rimokatolici, 422 reformirana kršćana te 12 židovske vjere.

## Stanovništvo
Vásárosbéc ima 219 stanovnika (2001.). Većina su Mađari s preko 80%.Roma, koji u selu imaju manjinsku samoupravu ima oko 8%. Neizjašnjena je sedmina sela. Rimokatolici čine skoro 2/3, a kalvinisti preko sedmine.

## Vanjske poveznice
- Vásárosbéc na fallingrain.com